# LAX (album)
LAX is het derde studioalbum van de Amerikaanse rapper The Game. Het album verscheen op 26 augustus 2008.

## Titel
LAX is vernoemd naar het gelijknamige vliegveld van Los Angeles. Een synonieme titel van het album is Los Angeles Times, wat de naam van een Amerikaanse krant is. Een ander synoniem is "Life And Times" (X= het vermenigsvuldigingsteken, spreek uit: times) volgens The Game.

## Achtergrond
Op 31 december 2007 op een nieuwjaarsfeestje van Nas kondigde The Game zijn nieuwe album aan. De titel was oorspronkelijk D.O.C. (Diary Of Compton) maar is later veranderd naar L.A.X. De releasedate stond eerst op 24 juni, maar Interscope verzette het album naar 8 juli, dit kwam doordat G-Units album Terminate On Sight op diezelfde datum ook uit zo komen. Dit album is uitgesteld tot 1 juli.
The Game moest midden maart de gevangenis in, wegens verboden wapenbezit. Hij moest hooguit 2 maanden zitten maar kwam na 8 dagen al vrij. Rechtstreeks uit de gevangenis nam The Game contact op met producers Cool & Dre (makers van Hate It Or Love It) en dook de studio in. Het resultaat was de streetsingle Big Dreams, het eerste voorproefje van L.A.X.
Dre (van Cool & Dre) vergeleek hem met 2Pac, die ook nadat hij uit de gevangenis kwam meteen nummers ging opnemen. "He is like 'Pac, and lyrically, he is somewhere else right now".

## Muziek

#### Productie
The Game heeft in een interview gezegd dat Dr. Dre weer zal produceren voor dit album, alhoewel dit nog niet bevestigd is door Dr. Dre en/of Aftermath Entertainment. Nu Jerzey Devil, hoofdproducer van The Black Wall Street Records, kondigde aan aan dat Scott Storch en Cool & Dre voor het album gaan produceren. Op 28 maart in Tim Westwood's show liet The Game weten dat ook Just Blaze voor L.A.X. gaat produceren. In Power 106 op 1 mei heeft The Game producers Kanye West, Timbaland, Urban 'EP' Pope, Jerry Roll en Tre Beats bevestigd. In het interview zegt hij ook dat de producers van zijn vorige album, Doctor's Advocate, ook mee zullen doen. Dit houdt in dat waarschijnlijk producers zoals DJ Khalid, Swizz Beatz en Hi-Tek ook mee zullen doen.

#### Gastbijdrages
Akon en Nas zullen te horen zijn in het nummer Street Ryders. Dit was oorspronkelijk de eerste single van het album, maar is verschoven. Nu Jerzey Devil kondigde aan dat Lil Wayne een gastbijdrage gaat leveren op L.A.X. Ne-Yo, Keyshia Cole, Raekwon, Mary J. Blige, Ice Cube, Busta Rhymes, Ludacris, Raheem Devaugn en Common gaan ook gastbijdragen leveren.

#### Singles

##### Big Dreams
Big Dreams werd meteen opgenomen nadat The Game uit de gevangenis kwam, na 8 dagen. Hij nam meteen contact op met producers Cool & Dre en vloog naar de studio in Miami. De track werd al de week daarna uitgelekt en een paar dagen daarna uitgebracht. Het is de officiële streetsingle van L.A.X.
De track zal niet op het officiële album uitgebracht worden.
Dre (van Cool & Dre) gaf het volgende commentaar:
Big Dreams is one of the most amazing records that I can honestly say that me and Cool have been a part of. It is a phenomenal record. It's very inspirational. It's gonna be big in the streets, but it's gonna be big all across the board. I feel like 'Hate It or Love It' was such an inspirational record that a lot of people didn't see coming. And this has the same feel as far as how it makes you feel, but it's gonna inspire the shit outta everybody. It's one of those records — his performance, his delivery, he's lyrically on a level that I can't even compare anyone to. He stepped it up to a notch that's amazing. He definitely has a new passion. And the fucking record is gonna really, really destroy.
Er is een officiële remix van het nummer, waarop rappers Ya Boy en Juice op te horen zijn.

##### Game's Pain
Dit nummer is een ode aan de raplegendes en de degenen die Hip Hop groot hebben gemaakt, o.a. Eazy-E, 2Pac, The Notorious B.I.G., LL Cool J, Big Daddy Kane en Ice Cube. Game's Pain werd eerst een paar dagen op het internet geconstateerd, waarna het nieuws kwam dat het de eerste single van het album was. Op dit nummer is ook Keyshia Cole te horen, die het refrein zingt. Het nummer is geproduceerd door Knobody, die ook nummers heeft gemaakt voor o.a. Jay-Z en Big Pun.
Eind april 2008 zijn de opnames voor de video begonnen en de video is op YouTube te bekijken.

##### Dope Boys
Opgenomen met Travis Barker op de drums. De twee hadden al eerder samengewerkt tijdens de AOL Music Sessions in 2006. The Game speelde toen live een paar nummers van Doctor's Advocate met Barker op de drums. Dit is een streetsingle, de video is nu in de maak en zal binnenkort op het internet worden gelanceerd.

## Tracks
| #  | Titel                     | Extra artiest(en)   | Producer(s)                                                | Sample(s) | Tijd |
| -- | ------------------------- | ------------------- | ---------------------------------------------------------- | --- | ---- |
| 1  | "Intro"                   | DMX                 | Ervan "E.P." Pope                                          | | 1:21 |
| 2  | "LAX Files"               |                     | J.R. Rotem                                                 | | 3:59 |
| 3  | "State of Emergency"      | Ice Cube            | J. R. Rotem                                                | | 3:39 |
| 4  | "Bulletproof Diaries"     | Raekwon             | Jelly Roll                                                 | | 4:52 |
| 5  | "My Life"                 | Lil Wayne           | Cool & Dre                                                 | - Het refrein bevat elementen van "So Tired" van Birdman & Lil Wayne. - Beat is een afgeleide van "Stan" van Eminem. | 5:21 |
| 6  | "Money"                   |                     | Cool & Dre                                                 | | 5:13 |
| 7  | "Cali Sunshine"           | Bilal               | Nottz                                                      | - Bevat elementen en samples van de opname van "California Sunshine" van de The Dramatics.                           | 4:33 |
| 8  | "Ya Heard"                | Ludacris            | Nottz                                                      | - Bevat elementen en samples van "Jam On It" van Newcleus.                                                           | 4:05 |
| 9  | "Hard Liqour (Interlude)" |                     | Ervan "E.P." Pope                                          | | 1:51 |
| 10 | "House of Pain"           |                     | DJ Toomp                                                   | | 4:32 |
| 11 | "Gentleman's Affair"      | Ne-Yo               | J. R. Rotem                                                | - Het refrein bevat elementen van "Duffle Bag Boy" van Playaz Circle & Lil' Wayne.                                   | 3:39 |
| 12 | "Let Us Live"             | Chrisette Michele   | Scott Storch                                               | - "Inner City Blues" van Marvin Gaye                                                                                 | 4:39 |
| 13 | "Touchdown"               | Raheem DeVaughn     | 1500 or Nothin'                                            | | 4:00 |
| 14 | "Angel"                   | Common, John Legend | Kanye West                                                 | - "Angel Dust" van Gil Scott-Heron                                                                                   | 4:28 |
| 15 | "Never Can Say Goodbye"   | Latoiya Williams    | Ervin "EP" Pope (coproductie met The Game)                 | - Bevat elementen van "Between the Sheets" van de The Isley Brothers.                                                | 4:40 |
| 16 | "Dope Boys"               | Travis Barker       | 1500 or Nothin', additional production door DJ Quik        | | 4:01 |
| 17 | "Game's Pain"             | Keyshia Cole        | Knobody & Dahoud Darien, additional production door "E.P." | | 4:22 |
| 18 | "Letter to the King"      | Nas                 | Hi-Tek                                                     | - Bevat samples van "Memoirs of the Traveler" van de The Jaggerz.                                                    | 5:46 |
| 19 | "Outro"                   | DMX                 |                                                            | | 1:28 |